# Cedar (condado de Mingo)
Cedar (condado de Mingo) es un área no incorporada ubicada dentro del condado de Mingo, Virginia Occidental, Estados Unidos. Está catalogada como un asentamiento humano por la Junta de Nombres Geográficos de los Estados Unidos.
El número de identificación (ID) asignado por el Servicio Geológico de Estados Unidos es 1554089.

## Geografía
Se encuentra a una altitud de 227 metros sobre el nivel del mar (745 pies) según el conjunto de datos de elevación nacional.